# دهه ۱۵۲۰ (پیش از میلاد)
دهه ۱۵۲۰ (پیش از میلاد) صد و پنجاه و دومین دهه قبل از مبدا شروع تقویم میلادی است.